# Wólka (rejon lachowicki)
Wólka (biał. Волька; ros. Волька) – wieś na Białorusi, w obwodzie brzeskim, w rejonie lachowickim, w sielsowiecie Olchowce.

## Historia
W dwudziestoleciu międzywojennym leżała w Polsce, w województwie nowogródzkim, w powiecie baranowickim, w gminie Ostrów. W 1921 miejscowość liczyła 404 mieszkańców, zamieszkałych w 56 budynkach, w tym 247 Polaków i 157 Białorusinów. 386 mieszkańców było wyznania prawosławnego, 15 rzymskokatolickiego i 3 mojżeszowego.
Po II wojnie światowej w granicach Związku Sowieckiego. Od 1991 w niepodległej Białorusi.